# Поточани (Велика)
Поточани су насељено место у општини Велика, у западној Славонији, Република Хрватска.

## Историја
До нове територијалне организације налазило се у саставу бивше велике општине Славонска Пожега.

## Становништво
Насеље је према попису становништва из 2011. године имало 182 становника.
| Националност       | 1991.        |
| Хрвати             | 187 (96,39%) |
| Срби               | 3 (1,54%)    |
| Југословени        | 1 (0,51%)    |
| остали и непознато | 3 (1,54%)    |
| Укупно             | 194          |